# Parandra cubaecola
Parandra cubaecola är en skalbaggsart som beskrevs av Louis Alexandre Auguste Chevrolat 1862. Parandra cubaecola ingår i släktet Parandra och familjen långhorningar.
Artens utbredningsområde är Kuba. Inga underarter finns listade i Catalogue of Life.